# Pesca antártica
La pesca antártica es aquella que se realiza en aguas del Océano Austral u Océano Antártico al sur del paralelo -60°S y que se enmarca bajo la Convención para la Conservación de los Recursos Marinos Antárticos (CCRVMA). Esta convención, establecida en 1982, tiene como objetivo principal la conservación de la vida marina en la región, permitiendo la explotación racional y sostenible de los recursos pesqueros.

## Recursos pesqueros

### krill antártico
El krill antártico (Euphausia superba) es una especie clave en el ecosistema antártico y constituye la mayor parte de las capturas en la región. El krill es fundamental en la cadena alimentaria, sirviendo de alimento para ballenas, focas, pingüinos y otras aves marinas. La pesca de krill se realiza principalmente mediante redes de arrastre de media agua y se procesa como harina, aceite o crustáceo deshidratado.

### bacalao de profundidad (róbalo, merluza negra)
Dissostichus eleginoides es conocido en el mercado internacional como "Chilean sea bass" o "Patagonian toothfish", su carne es altamente valorada en la gastronomía internacional. La pesca de esta especie se efectúa principalmente con palangre de fondo en profundidades mayores a 1000 metros.

### austromerluza o bacalao antártico (róbalo de profundidad)
Dissostichus mawsoni a diferencia del bacalao de profundidad o merluza negra, que también se encuentra al norte del paralelo 60°S, el bacalao antártico solo se distribuye en aguas más australes, como en las subáreas:
88.1 y 88.2 (Mar de Ross)
58.4.1 y 58.4.2 (al sur del océano Índico).

### peces de hielo (draco)
Los peces de hielo (familia Channichthyidae) también conocidos como dracos, solo se permite su captura bajo cuotas científicamente justificadas, principalmente en las subáreas 48.3 (Georgias del Sur) y 58.5.2 (Kerguelen), donde se encuentran las poblaciones más abundantes.
Las especies objetivo incluyen:
- Champsocephalus gunnari
- Chaenocephalus aceratus
- Chionodraco rastrospinosus.[7][8][9]

## Países que operan en la pesca antártica
La CCRVMA está compuesta por 27 miembros y 10 países adherentes. Entre los miembros que han participado activamente en la pesca antártica se encuentran:
- Noruega: Ha sido uno de los principales actores en la pesca de krill, representando aproximadamente el 63,6% de la captura total entre 2013 y 2023.
- China: También ha incrementado su participación en la pesca de krill, aportando alrededor del 17,1% de la captura total en el mismo período.
- Corea del Sur: Contribuyó con el 11,4% de la captura total de krill entre 2013 y 2023.
- Chile: Ha participado en la pesca de krill y de bacalao de profundidad o merluza negra, siendo miembro activo de la CCRVMA.[10]
- Japón: Históricamente, ha sido uno de los principales países en la pesca de krill, con una participación significativa desde la década de 1970.

Otros países miembros de la CCRVMA, como Ucrania y Polonia, también han participado en actividades pesqueras en la región, aunque con menores volúmenes de captura.

## Regulaciones y Conservación
La CCRVMA implementa medidas de conservación para asegurar la sostenibilidad de las pesquerías en el Océano Austral. Estas incluyen:
- Límites de captura: Se establecen cuotas anuales para las especies objetivo, basadas en evaluaciones científicas del estado de las poblaciones.
- Zonas de pesca restringida: Determinadas áreas están cerradas a la pesca para proteger hábitats sensibles y especies en reproducción.
- Monitoreo y observación: Se requiere la presencia de observadores científicos a bordo de los buques pesqueros para garantizar el cumplimiento de las regulaciones y recopilar datos sobre las capturas y el impacto ambiental.[12]

## Desafíos y Controversias
A pesar de las regulaciones, la pesca antártica enfrenta desafíos significativos:
- Pesca ilegal, no declarada y no reglamentada (INDNR): La pesca INDNR ha sido una preocupación constante, especialmente en relación con la merluza negra. Se han implementado medidas como sistemas de documentación de capturas y patrullas de vigilancia para combatir estas actividades ilícitas.
- Impacto en el ecosistema: La pesca de krill ha generado preocupaciones sobre su impacto en las especies dependientes, como pingüinos y ballenas, que dependen del krill como fuente principal de alimento. Incidentes de enmallamiento de ballenas en redes de pesca de krill han sido reportados, resaltando la necesidad de prácticas pesqueras más sostenibles.
- Cambio climático: El calentamiento global afecta el hábitat antártico, alterando la distribución y abundancia de las especies objetivo, lo que podría impactar las pesquerías en el futuro.

La gestión sostenible de la pesca antártica es esencial para preservar el delicado equilibrio del ecosistema del Océano Austral y garantizar la viabilidad a largo plazo de las pesquerías en la región.